# 無塗佈化學漿紙
無塗佈化學漿紙又稱道林紙、膠版印刷紙、雙膠紙或胶版纸，是指由木材加工而成的化学木浆所製成的不透明光滑紙張。这种化学木浆已不含有木质纤维中的木质素。 软木和硬木的化学木浆都可以用來製造道林紙，在造紙時还可以添加少量机械浆，通常這些機械漿是由杨木或白杨加工而成。此外道林紙在製造時還經压光处理過。道林紙最初是由美国道林（Dowling）公司制造。